# 순천승평중학교
순천승평중학교(順天昇平中學校)는 대한민국 전라남도 순천시 해룡면 신대리에 있는 공립 중학교이다.

## 학교 연혁
- 1981년 3월 1일 : 초대 이장수 교장 부임
- 1981년 3월 6일 : 개교
- 2024년 9월 1일 : 제19대 황정희 교장 부임
- 2025년 1월 9일 : 제42회 265명 졸업(총 7,025명 배출)
- 2025년 3월 4일 : 신입생 270명 입학

## 참고 자료
- 순천승평중학교 - 한국교육학술정보원 학교알리미